# 所一重
所 一重（ところ かずしげ、1965年1月11日 - ）は、日本の政治家。元千葉県多古町長（1期）、元多古町議会議員（5期）。

## 来歴
千葉県香取郡多古町出身。多古町立多古第一小学校、多古町立多古中学校、東京学館高等学校普通科、国士舘大学法学部法律学科卒業。米国のジョージタウン大学に留学。衆議院議員水野清の公設秘書を務めた。
1999年、多古町議会議員に初当選。当時千葉県内、最年少町村議会議員。2003年に再選。
2006年4月9日に行われた多古町長選挙に立候補。この選挙では新人の菅沢英毅が初当選。現職の土井正司は次点で落選し、所は最下位で落選した。2007年の町議選で返り咲く。2015年に5期目の当選を果たす。
2018年4月8日に行われた多古町長選挙に自民党の推薦を受けて立候補し、現職の菅沢英毅を破り初当選した。4月27日、町長就任。

### 公選法違反容疑で逮捕
2021年11月18日、町長の地位を利用して選挙運動をしたとして公職選挙法第136条の2違反の疑いで逮捕された。所は、幹部職員およそ20人と共有しているLINEのグループを使い、第49回衆議院議員総選挙で千葉10区から立候補した自民党現職の林幹雄に関するメッセージや動画を繰り返し送信したとされる。これまでに以下の行動をしたことが明らかとされている。
- 公示日の10月19日午後8時、林が街頭演説をする様子を撮影した4分間の動画を一斉送信[8]。
- 10月26日、前日に自民党幹部が応援に入って行われた個人演説会の動画を一斉送信[8]。
- 10月29日、この日の夕方、岸田文雄首相がJR成田駅前で行った街頭演説の動画を一斉送信[8]。
- 投開票日の10月31日の朝、「政権与党の林候補なくして成田空港の機能強化は予定通り進みません。小選挙区で1票でも負けたら終わりです。あとあと後悔しないように貴重な1票を無駄にしないでください」というメッセージを一斉送信[9][10]。

同年12月8日、公職選挙法違反（公務員の地位利用など）の罪で略式起訴された。千葉簡易裁判所より罰金30万円の略式命令を受け、即日納付した。12月10日、記者会見し、辞職する意向を示した。16日、町議会議長に20日付の辞職届を提出し、17日の臨時町議会にて辞職が全会一致で承認された。 公選法の規定では、所は罰金刑が確定すると、5年間、公民権が停止されることになるが、17日、公民権の停止期間の短縮や停止の免除を求め、千葉簡裁に正式裁判の請求を行ったと所の代理人弁護士が明らかにした。2022年7月14日、千葉地方裁判所において判決公判が行われ、求刑通り、罰金30万円と公民権の5年間停止が言い渡された。翌15日、所は判決を不服として控訴した。11月18日、東京高等裁判所は1審判決を支持し、所の控訴を棄却した。